# Helen Jean Brown
Pour les articles homonymes, voir Brown.
Helen Jean Brown (épouse Bromley) est une botaniste américaine, née le 9 août 1903 à Beaumont au Texas et morte le 16 juin 1982 à Stanford dans le Connecticut.

## Biographie
Elle obtient son Bachelor of Arts, son Master of Arts et son Ph. D. en botanique à l’université de l'État de l'Ohio. Elle conduit sa thèse sous la direction du professeur Edgar Nelson Transeau (1875-1960) auprès de qui elle étudie les algues vertes, principalement les Desmidiales des plaines côtières des États-Unis d'Amérique et les algues de la famille des Vaucheriaceae.
Après son mariage, le 14 mars 1935, avec l’entomologiste Stanley Willard Bromley (1899-1954), elle enseigne au College of St. Mary of the Springs (aujourd’hui Ohio Dominican University) puis est instructrice en botanique à l’université d’État de l’Ohio. En 1935, elle s’installe à Stamford où l’université du Connecticut ouvre une annexe. Elle y enseigne jusqu’à son départ à la retraite en 1970.
Brown fut membre de diverses sociétés savantes dont l'Association américaine pour l'avancement de la science et l’Ohio Academy of Science et dirigea deux fois la Sigma Delta Epsilon (une organisation de femmes diplômées). Elle fait paraître ses publications sous son nom de jeune fille.

## Source
- (en) [PDF] Necrology, The Ohio Journal of Science, 83 (5) (December, 1983) : 276.